# Animamigrante
Animamigrante è il primo album del gruppo musicale italiano Almamegretta, pubblicato nel dicembre 1993 dalla Compagnia Nuove Indye.

## Il disco
L'album, pubblicato subito dopo il mini-album Figli di Annibale, chiarisce definitivamente lo stile del gruppo, caratterizzato dall'utilizzo del dialetto napoletano e dalla sua fusione con l'elettronica e con sonorità arabe, africane e dub/reggae.
Questo nuovo modo di creare musica è quasi ipnotico e il gruppo fu, precedentemente, definito rap, ma i componenti mostrano di essere principalmente orientati verso la musica che nasce nei vicoli di Napoli. I testi manifestano attenzione verso temi come l'aspetto multiculturale della società, la guerra, il sociale e i problemi del Sud.
La prima edizione del disco (CNI/Anagrumba) contiene 9 tracce: :  'O bbuono e 'o malamente, Suddd, Figli di Annibale, Fattallà, Anima migrante, Sanghe e anema, O cielo pe' cuscino, Sole, Madre Terra.
Tre di queste (Figli di Annibale, Sanghe e anema e 'O bbuono e 'o malamente) erano già state pubblicate sull'EP Figli di Annibale l'anno precedente, ma qui sono riproposte in nuove versioni con un nuovo arrangiamento.
Nella seconda edizione del CD (BMG/Anagrumba) sono elencate 13 tracce:  'O bbuono e 'o malamente, Suddd, Figli di Annibale (?), Fattallà, Anima migrante, Sanghe e anema, O cielo pe' cuscino, Sole, Terra, Fattallà dub,  'O bbuono e 'o malamente*, Sanghe e anema* e Figli di Annibale*, in cui le ultime tre sono le versioni originali già pubblicate su Figli di Annibale ma  'O bbuono e 'o malamente* e Sanghe e anema* sono tracce vuote ed è presente solo Figli di Annibale.

## Tracce
Testi e musiche di Mantice, Della Volpe.
1. 'O bbuono e 'o malamente – 4:56
2. Suddd – 4:04
3. Figli di Annibale (?) – 4:57
4. Fattallà – 4:09
5. Anima migrante – 4:35 – Andy Farley: voce
6. Sanghe e anema – 5:01
7. O cielo pe' cuscino – 5:10 – 'E Zezi: percussioni, voce; Giovanni  'e Pellicchiella Pirozzi: voce
8. Sole – 4:40
9. Terra – 3:24
10. Fattallà dub – 4:00
11. Figli di Annibale – 4:54

## Formazione

### Gruppo
- Raiz - voce
- Orbit (Gianni Mantice) - chitarre
- Tonino Borrelli - basso
- Gennaro T (Gennaro Tesone) - batteria, drum programming, percussioni
- Pablo (Paolo Polcari) - tastiere, programming
- D.RaD (Stefano Facchielli): programming